# Льондек (Вармінсько-Мазурське воєводство)
Льондек (пол. Lądek) — село в Польщі, у гміні Біштинек Бартошицького повіту Вармінсько-Мазурського воєводства.
Населення — 57 осіб (2011).
У 1975-1998 роках село належало до Ольштинського воєводства.

## Демографія
Демографічна структура станом на 31 березня 2011 року:
|          | Загалом | Допрацездатний вік | Працездатний вік | Постпрацездатний вік |
| -------- | ------- | ------------------ | ---------------- | -------------------- |
| Чоловіки | 36      | 10                 | 25               | 1                    |
| Жінки    | 21      | 7                  | 11               | 3                    |
| Разом    | 57      | 17                 | 36               | 4                    |